# Parque de la Paloma
El parque de la Paloma se localiza en el municipio malagueño de Benalmádena, España; inaugurado en 1995.

## Descripción
El parque abarca una superficie de más de 200 000 m² y cuenta con un lago artificial, caminos adoquinados, zonas recreativas, aseos y establecimientos de restauración rodeados por jardines y zonas de descanso. Entre la masa arbórea de pinos encontramos vallados con animales como emúes y muflones. A lo largo del parque es posible encontrar pavos reales, gallinas, patos, cisnes, tortugas y conejos.
En cuanto a la flora, existen una gran variedad especies arbóreas, tanto de hoja caduca como perenne, destacando los eucaliptos, palmeras, cipreses, así como amplias extensiones de jardines. Además, dentro del parque se encuentra un "Jardín de Cactus y Suculentas".
Se localiza en el distrito de Benalmádena Costa y tiene 5 accesos desde la avenida de Federico García Lorca, el camino del Prado, la avenida del Parque y la avenida de Rocío Jurado (entre el Auditorio Municipal, el recinto ferial y Selwo Marina).
Se trata del lugar idóneo para llevar los niños/as ya que hay diversos animales a los cuales se les permite alimentar con comida proporcionada por el propio parque, además de contar con una zona recreativa y una cafetería. También muchas familias acuden a él a realizar pequeñas meriendas o picnics ya que cuenta con mesas y bancos.